# About a Girl (Sugababes)
About a Girl è un singolo del gruppo musicale pop britannico Sugababes, pubblicato l'8 novembre 2009 dall'etichetta discografica Island. La canzone è stata prodotta da RedOne e Makeba Riddick. È il secondo singolo estratto dal settimo album del gruppo, Sweet 7.
È il primo singolo in cui compare il nuovo membro Jade Ewen, a seguito dell'uscita dal gruppo di Keisha Buchanan nel settembre 2009.

## Promozione
La prima versione della canzone registrata con la Buchanan è stata mandata in onda dalla BBC Radio 1 il 6 settembre 2009. La seconda versione con la Ewan nell'ottobre 2009 dalla stessa radio. La promozione doveva iniziare in ottobre, ma è stata posticipata quando la Berrabah è entrata in una clinica in Europa a causa di un crollo nervoso. Questo ha portato anche alla cancellazione di un'apparizione in una televisione tedesca.

## Critica
Nick Levine del Digital Spy ha dato un giudizio positivo della canzone: "It's a Europoppy club pumper with an ear-snagging chorus, sexy references to Louboutins and apple pie, and a terrific, 90s dance-inspired middle 8. The result certainly trumps 'Get Sexy' and might just be their most infectious single since 'About You Now'."
Anche Steve Perkins della BBC ha dato una recensione positiva, dicendo che "Traditionally the second single from any Sugababes album tends to be more sedate than its predecessor, this one is strident and unapologetic, and rivals 'Get Sexy' for attitude if not for overall levels of noise."

## Tracce
UK Maxi Single
- Pubblicazione 8 novembre 2009[6]

1. About a Girl
2. About a Girl (Martin Roth NuStyle Radio Edit)
3. About a Girl (The Sharp Boys Radio Edit)
4. About a Girl (K-Gee Remix Radio Edit)

Promotional single
1. About a Girl
2. About a Girl (Serotonin Theives Club Mix)
3. About a Girl (Serotonin Thieves Dub Mix)

Promotional CD Single
1. About a Girl (Martin Roth NuStyle Remix)
2. About a Girl (Martin Roth NuStyle Radio Edit)
3. About a Girl (The Sharp Boys Club Mix)
4. About a Girl (The Sharp Boys Radio Edit)
5. About a Girl (K-Gee Mix)
6. About a Girl (K-Gee Radio Edit)
7. About a Girl (Radio Edit)

Digital iTunes
1. About a Girl
2. About a Girl (Sharp Boys Radio Edit)

Official versions
- About a Girl
- About a Girl (Radio Edit)
- About a Girl (Martin Roth NuStyle Remix)
- About a Girl (Martin Roth NuStyle Radio Edit)
- About a Girl (K-Gee Remix)
- About a Girl (K-Gee Remix Radio Edit)
- About a Girl (Serotonin Theives Club Mix)
- About a Girl (Serotonin Thieves Dub Mix)
- About a Girl (The Sharp Boys Club Mix)
- About a Girl (The Sharp Boys Radio Edit)

## Video
Il video musicale è stato girato il 22 settembre 2009. Le Sugababes avevano progettato di non usare controfigure, ma a causa del cambio di formazione non c'era abbastanza tempo e furono usate delle attrici. Il video è stato girato a Vasquez Rocks si ispira al tema di Kill Bill. È stato presentato in Gran Bretagna l'11 ottobre 2009 sul canale 4Music. È stato diretto da Martin Weisz e girato negli stessi luoghi del video di Rihanna, Rehab, del 2008. Nel video, ci sono tre ragazze, coinvolte in una lotta con alcuni uomini d'affari, poi arrivano le vere Sugababes che iniziano a cantare; ci sono scene alternate delle Sugababes e delle controfigure. È il primo singolo in cui compare il nuovo membro del gruppo, Jade Ewen, dopo l'addio di Keisha Buchanan.

## Classifiche
| Classifica (2009) | Posizione raggiunta |
| ----------------- | ------------------- |
| Regno Unito       | 8                   |
| Bulgaria          | 14                  |
| Irlanda           | 14                  |